# Рейнольдс, Ким
Ки́мберли Кэй Стро́ун (англ. Kimberly Kay Strawn; род. 4 августа 1959, St. Charles, Айова), в замужестве более известна как Ким Ре́йнольдс (англ. Kim Reynolds; род. 4 августа 1959) — американский политик, представляющий Республиканскую партию, губернатор штата Айова с 2017 года.

## Биография
В 1970-е годы училась в Северо-западном университете штата Миссури, в 1980-е, проживая в Маунт-Плезант, продолжила образование в Юго-восточном городском колледже, а в середине 1990-х изучала бухгалтерское дело в Юго-западном городском колледже. В 2010 году поступила в Университет штата Айова и в 2016 году получила там степень бакалавра свободных наук.
В течение четырнадцати лет занимала должность казначея округа Кларк (Айова), затем избрана в Сенат штата. На втором году её первого срока Терри Бранстед, готовившийся к своим новым губернаторским выборам, предложил ей баллотироваться вместе с ним в качестве вице-губернатора. Они были избраны в 2010 и переизбраны в 2014 году. 24 мая 2017 года ввиду перехода Бранстеда на дипломатическую работу вступила в должность губернатора, став первой женщиной на этом посту в истории штата.
6 ноября 2018 года избрана губернатором Айовы на полный срок, победив в трудной борьбе демократа Фреда Хаббела (после подсчёта 90 % бюллетеней получила 50 % голосов против 47,8 у Хаббела). Одной из основных тем предвыборной борьбы стала проблема абортов — Рейнольдс в своё время подписала так называемый «билль сердцебиения», один из наиболее строгих законов штата в Америке, ограничивающий легальные аборты сроком шестинедельной беременности. Хаббел, бывший член наблюдательного совета организации Planned Parenthood, агитировал за его отмену. Соперники также дискутировали о приватизации программы медицинского страхования Медикейд.
8 ноября 2022 года избрана губернатором Айовы на второй срок, победив демократку Дейдре Де Джир с 58,04 % голосов против 39,53 %.

## Личная жизнь
В 1982 году вышла замуж за Кевина Рейнольдса, специалиста по сохранению плодородности почв, который более трёх десятилетий проработал в Департаменте сельского хозяйства США.